# Francisco Antonio de Alarcón
 No se debe confundir con su contemporáneo el obispo Francisco de Alarcón y Covarrubias.
Francisco Antonio de Alarcón (Madrid, ? - ib., 21 de noviembre de 1647) fue un hombre de estado español.

## Biografía
Estudiante, y posteriormente catedrático, del Colegio del Arzobispo de la universidad de Salamanca, fue alcalde de hijosdalgo en la Chancillería de Valladolid, fiscal y oidor en la de Granada y caballero de la Orden de Santiago desde 1621, mismo año en el que viajó a Nápoles para ejercer como visitador y alcalde de corte en la causa contra el duque de Osuna. 
Sucesivamente presidente del senado de Milán, miembro del Consejo de Hacienda, fiscal del de Castilla, consejero de Indias y camarista de Castilla,  
en 1643 sustituyó al conde de Castrillo en la presidencia del Consejo de Hacienda, que al año siguiente le fue asignada en propiedad y mantuvo hasta su muerte.
| Predecesor: García de Avellaneda y Haro | Presidente del Consejo de Hacienda 1643-1647 | Sucesor: José González |